# Глойсце
Глойсце (пол. Głojsce) — село у Польщі, у гміні Дукля Кросненського повіту Підкарпатського воєводства.
Населення — 798 осіб (2011).

## Історія
Перша письмова згадка датується 28 серпня 1366 р., коли Казимир III Великий у Володимирі підтвердив дарування канцлером Янушем Сухивільком своїм синам сіл Гирова, Кобиляни, Ленки, Сулістрова, Глойсце, Дукля, Наділля, Мшана, Драганова, Івля та інших.
У 1975—1998 роках село належало до Кросненського воєводства.

## Демографія
Демографічна структура станом на 31 березня 2011 року:
|          | Загалом | Допрацездатний вік | Працездатний вік | Постпрацездатний вік |
| -------- | ------- | ------------------ | ---------------- | -------------------- |
| Чоловіки | 389     | 81                 | 266              | 42                   |
| Жінки    | 409     | 86                 | 226              | 97                   |
| Разом    | 798     | 167                | 492              | 139                  |